# Busdriver
Regan Farquhar (Los Ángeles, 12 de febrero de 1978), más conocido por su nombre artístico Busdriver, es un rapero y productor estadounidense. Ha colaborado con raperos como Myka 9, Milo, Nocando, Open Mike Eagle, 2Mex y Radioinactive. Sus principales productores han sido Daedelus, Boom Bip, Daddy Kev, Loden, Paris Zax, Omid y Nobody. También ha trabajado con D-Styles en dos álbumes.

## Trayectoria
Regan Farquhar nació el 12 de febrero de 1978 en Los Ángeles, California. Fue introducido al hip hop a una edad temprana; su padre, Ralph Farquhar, escribió la película de 1985 Krush Groove. Farquhar comenzó a rapear a los nueve años. A los 13 años, formó parte del grupo 4/29, que se inspiró en los disturbios de Los Ángeles de 1992. A los 16, se unió a la escena Project Blowed.
En 2002, Busdriver lanzó su álbum en solitario, Temporary forever. En 2004, lanzó Cosmic Cleavage en Big Dada. En 2007, Busdriver lanzó RoadKillOvercoat por Epitaph Records. Otro álbum en solitario, Jhelli Beam, fue lanzado por Anti- en 2009. Es el productor ejecutivo del álbum de 2009 de Thirsty Fish, Watergate. 
En 2010, Busdriver lanzó un mixtape gratuito, Computer Cooties. En ese año, también comenzó una banda, Physical Forms, con Jeff Byron, quien es un exmiembro de The Mae Shi. Physical Forms lanzó un sencillo dividido de 17, 78 centímetros, Hoofdriver, con Deerhoof por Polyvinyl Records. Otro de los proyectos de Busdriver es Flash Bang Grenada, una colaboración con el rapero Nocando. El dúo lanzó el álbum debut, 10 Haters, por Hellfyre Club en 2011. 
Busdriver lanzó su álbum en solitario, Beaus$Eros, por Fake Four Inc. en 2012. Más tarde ese año, lanzó un EP gratuito, Arguments with Dreams. En 2014, lanzó Perfect Hair en Big Dada.
En 2017, Busdriver apareció en el largometraje debut como director de Flying Lotus, Kuso. En el 2018, lanzó un álbum de estudio, Electricity Is on Our Side, por Temporary Anyway.